# Holocraspedon
Holocraspedon is een geslacht van vlinders van de familie spinneruilen (Erebidae), uit de onderfamilie Arctiinae.

## Soorten
- H. flava van Eecke, 1927
- H. nigropunctum Hampson, 1893
- H. parallelum Semper, 1899